# شهرستان زاوتینسکی
شهرستان زاوتینسکی (به لاتین: Zavetinsky District) یک شهرستان در روسیه است که در استان روستوف واقع شده‌است.